# Futsal-Bundesliga 2023/24
Die Futsal-Bundesliga-Saison 2023/24 war die dritte Spielzeit der höchsten deutschen Spielklasse im Futsal der Männer. Die Saison begann am 2. September 2023 mit dem ersten Spieltag und endete am 16. März 2024. Anschließend folgten die Meisterschafts-Play-off und Relegation.

## Teilnehmer
Für die Futsal-Bundesliga 2023/24 sind folgende Mannschaften sportlich qualifiziert:
- Die acht besten Mannschaften der Futsal-Bundesliga 2022/23:
  -  Jahn Regensburg Futsal (M)
  -  HOT 05 Futsal
  -  Stuttgarter Futsal Club
  -  TSV Weilimdorf
  -  Hamburger SV
  -  Fortuna Düsseldorf
  -  FC St. Pauli
  -  MCH Futsal Club Bielefeld
- Sieger der Relegationsspiele zwischen dem Neunten der Futsal-Bundesliga 2022/23 und den Meistern der Futsal-Regionalligen 2022/23:
  -  SV Pars Neu-Isenburg
  -  FC Liria Berlin

## Spielstätten
| Team                      | Stadt                | Halle                             |
| ------------------------- | -------------------- | --------------------------------- |
| FC Liria Berlin           | Berlin               | Sporthalle Schöneberg             |
| FC Liria Berlin           | Berlin               | Werner-Ruhemann-Sporthalle        |
| FC Liria Berlin           | Berlin               | Paul-Rusch-Sporthalle             |
| MCH Futsal Club Bielefeld | Bielefeld            | Sporthalle Sennestadt Süd         |
| MCH Futsal Club Bielefeld | Bielefeld            | Seidensticker Halle               |
| Fortuna Düsseldorf        | Düsseldorf           | Comenius Gymnasium                |
| Hamburger SV              | Hamburg              | Sporthalle Wandsbek               |
| Hamburger SV              | Hamburg              | CU-Arena                          |
| FC St. Pauli              | Hamburg              | Sporthalle Kerschensteinerstraße  |
| FC St. Pauli              | Hamburg              | CU-Arena                          |
| HOT 05 Futsal             | Hohenstein-Ernstthal | Hot-Sportzentrum                  |
| SV Pars Neu-Isenburg      | Neu-Isenburg         | SH Dreieich-Sprendlingen          |
| Jahn Regensburg Futsal    | Regensburg           | Clermont-Ferrand-Halle Regensburg |
| Jahn Regensburg Futsal    | Regensburg           | Tangrintelhalle Hemau             |
| Stuttgarter Futsal Club   | Stuttgart            | Sporthalle Hedelfingen            |
| Stuttgarter Futsal Club   | Stuttgart            | Sporthalle Untertürkheim          |
| TSV Weilimdorf            | Stuttgart            | Spechtweghalle Weilimdorf         |

## Statistiken

### Tabelle
| Pl.             | Verein                     | Sp. | S  | U | N  | Tore    | Diff. | Punkte |
| --------------- | -------------------------- | --- | -- | - | -- | ------- | ----- | ------ |
| 1.              | TSV Weilimdorf             | 18  | 14 | 2 | 2  | 105:420 | +63   | 44     |
| 2.              | HOT 05 Futsal              | 18  | 12 | 2 | 4  | 068:270 | +41   | 38     |
| 3.              | Hamburger SV               | 18  | 11 | 2 | 5  | 096:430 | +53   | 35     |
| 4.              | FC Liria Berlin (N)        | 18  | 9  | 3 | 6  | 070:450 | +25   | 30     |
| 5.              | MCH Futsal Club Bielefeld  | 18  | 8  | 5 | 5  | 070:550 | +15   | 29     |
| 6.              | Jahn Regensburg Futsal (M) | 18  | 8  | 4 | 6  | 066:590 | +7    | 28     |
| 7.              | SV Pars Neu-Isenburg (N)   | 18  | 6  | 4 | 8  | 072:840 | −12   | 22     |
| 8.              | Fortuna Düsseldorf         | 18  | 6  | 3 | 9  | 062:700 | −8    | 21     |
| 9.              | Stuttgarter Futsal Club    | 18  | 2  | 1 | 15 | 036:121 | −85   | 07     |
| 10.             | FC St. Pauli               | 18  | 1  | 0 | 17 | 035:134 | −99   | 03     |
| Stand: Endstand |                            |     |    |   |    |         |       |        |

Zum Ende der Gruppenphase 2023/24:
Zum Saisonende 2022/23:
| (M) | Deutscher Futsal-Meister: Jahn Regensburg Futsal                                               |
| (N) | Sieger der Relegation und Aufsteiger aus der Futsal-Regionalliga: OFC/Pars und FC Liria Berlin |

### Kreuztabelle
Die Kreuztabelle stellt die Ergebnisse aller Spiele dieser Saison dar. Die Heimmannschaft ist in der linken Spalte, die Gastmannschaft in der oberen Zeile aufgelistet.
| 2023/24                   | TSV Weilimdorf | HOT 05 Futsal | Hamburger SV#Futsal | FC Liria Berlin | MCH Futsal Club Bielefeld | SSV Jahn Regensburg | PARS | Fortuna Düsseldorf | SFC  | FC St. Pauli |
| ------------------------- | -------------- | ------------- | ------------------- | --------------- | ------------------------- | ------------------- | ---- | ------------------ | ---- | ------------ |
| TSV Weilimdorf            |                | 5:2           | 3:2                 | 3:2             | 1:3                       | 6:5                 | 4:3  | 4:3                | 17:0 | 18:1         |
| HOT 05 Futsal             | 4:2            |               | 2:0                 | 2:0             | 3:0                       | 3:1                 | 5:6  | 8:1                | 4:0  | 7:1          |
| HSV-Panthers              | 2:2            | 1:3           |                     | 4:3             | 7:2                       | 1:2                 | 9:4  | 7:3                | 7:1  | 5:2          |
| FC Liria Berlin           | 3:7            | 3:3           | 4:2                 |                 | 0:2                       | 3:2                 | 5:3  | 6:0                | 6:3  | 3:0          |
| MCH Futsal Club Bielefeld | 2:7            | 1:1           | 3:3                 | 4:3             |                           | 2:2                 | 7:4  | 7:6                | 11:0 | 4:0          |
| Jahn Regensburg Futsal    | 1:5            | 2:1           | 1:10                | 5:5             | 3:1                       |                     | 8:3  | 7:3                | 2:2  | 7:3          |
| SV Pars Neu-Isenburg      | 2:9            | 3:2           | 3:10                | 1:1             | 2:2                       | 2:2                 |      | 3:3                | 9:2  | 5:4          |
| Fortuna Düsseldorf        | 2:2            | 1:2           | 0:2                 | 2:7             | 4:4                       | 4:0                 | 6:5  |                    | 4:1  | 6:1          |
| Stuttgarter Futsal Club   | 2:5            | 0:9           | 1:9                 | 1:4             | 7:5                       | 3:7                 | 3:8  | 3:6                |      | 7:3          |
| FC St. Pauli              | 3:5            | 0:7           | 4:15                | 1:12            | 2:10                      | 2:9                 | 2:6  | 1:8                | 5:0N |              |
| Stand: Endstand           |                |               |                     |                 |                           |                     |      |                    |      |              |

| N | Nicht Antritt |

## Meisterschafts-Playoffs
- Gespielt wird nach Best-of-three-Modus.
- Die Mannschaft mit der besseren Platzierung nach der Hauptrunde hat in Spiel 1. und 3. Heimrecht.

|  | Viertelfinale | Viertelfinale             | Viertelfinale          | Viertelfinale | Viertelfinale |                 |              | Halbfinale     | Halbfinale | Halbfinale | Halbfinale | Halbfinale |  |  | Finale | Finale | Finale | Finale | Finale |
|  |               |                           |                        |               |               |                 |              |                |            |            |            |            |  |  |        |        |        |        |        |
|  | 1             | TSV Weilimdorf            | 7                      | 4             |               |                 |              |                |            |            |            |            |  |  |        |        |        |        |        |
|  | 8             | Fortuna Düsseldorf        | 0                      | 0             |               |                 |              |                |            |            |            |            |  |  |        |        |        |        |        |
|  | 8             | Fortuna Düsseldorf        | 0                      | 0             | 1             | TSV Weilimdorf  | 3            | 7              |            |            |            |            |  |  |        |        |        |        |        |
|  |               |                           |                        |               |               | TSV Weilimdorf  | 3            | 7              |            |            |            |            |  |  |        |        |        |        |        |
|  |               | 4                         | FC Liria Berlin        | 2             | 0             |                 |              |                |            |            |            |            |  |  |        |        |        |        |        |
|  | 4             | 4                         | FC Liria Berlin        | 2             | 0             | FC Liria Berlin | 3            | 8              |            |            |            |            |  |  |        |        |        |        |        |
|  | 4             |                           |                        |               |               |                 | 3            | 8              |            |            |            |            |  |  |        |        |        |        |        |
|  | 5             | MCH Futsal Club Bielefeld | 1                      | 3             |               |                 |              |                |            |            |            |            |  |  |        |        |        |        |        |
|  |               |                           |                        |               |               |                 | 1            | TSV Weilimdorf | 3          | 0          | 3          |            |  |  |        |        |        |        |        |
|  |               | 2                         | HOT 05 Futsal          | 2             | 2             | 1               |              |                |            |            |            |            |  |  |        |        |        |        |        |
|  | 2             | HOT 05 Futsal             | 12                     | 5             |               |                 |              |                |            |            |            |            |  |  |        |        |        |        |        |
|  | 7             | SV Pars Neu-Isenburg      | 0                      | 2             |               |                 |              |                |            |            |            |            |  |  |        |        |        |        |        |
|  | 7             | SV Pars Neu-Isenburg      | 0                      | 2             | 2             | HOT 05 Futsal   | 3            | 4              | 8          |            |            |            |  |  |        |        |        |        |        |
|  |               |                           |                        |               |               | HOT 05 Futsal   | 3            | 4              | 8          |            |            |            |  |  |        |        |        |        |        |
|  |               | 6                         | Jahn Regensburg Futsal | 0             | 5             | 6               |              |                |            |            |            |            |  |  |        |        |        |        |        |
|  | 3             | 6                         | Jahn Regensburg Futsal | 0             | 5             | 6               | HSV-Panthers | 1              | 2          |            |            |            |  |  |        |        |        |        |        |
|  | 3             |                           |                        |               |               |                 | HSV-Panthers | 1              | 2          |            |            |            |  |  |        |        |        |        |        |
|  | 6             | Jahn Regensburg Futsal    | 2                      | 6             |               |                 |              |                |            |            |            |            |  |  |        |        |        |        |        |

## Relegation

### Teilnehmer aus den Regionalverbänden
Neben dem Neuntplatzierten der abgelaufenen Futsal-Bundesliga-Saison, Stuttgarter Futsal Club, nehmen die fünf Meister der Regionalligen an der Relegation teil.
| Nord         | Nordost            | West                 | Südwest        | Süd                |
| Wakka Eagles | FC Carl Zeiss Jena | Futsal Panthers Köln | TSG 1846 Mainz | Beton Boys München |

### Gruppe 1

#### Tabelle
| Pl.             | Verein                                           | Sp. | S | U | N | Tore    | Diff. | Punkte |
| --------------- | ------------------------------------------------ | --- | - | - | - | ------- | ----- | ------ |
| 1.              | Futsal Panthers Köln (Meister Regionalliga West) | 4   | 4 | 0 | 0 | 018:300 | +15   | 12     |
| 2.              | TSG 1846 Mainz (Meister Regionalliga Südwest)    | 4   | 2 | 0 | 2 | 014:130 | +1    | 06     |
| 3.              | Stuttgarter Futsal Club (Neunter der Bundesliga) | 4   | 0 | 0 | 4 | 005:210 | −16   | 0      |
| Stand: Endstand |                                                  |     |   |   |   |         |       |        |

#### Kreuztabelle
| Gruppe 1                | KÖL  | MAI | SFC  |
| ----------------------- | ---- | --- | ---- |
| Futsal Panthers Köln    |      | 5:1 | 5:0N |
| TSG 1846 Mainz          | 2:3  |     | 5:1  |
| Stuttgarter Futsal Club | 0:5N | 4:6 |      |
| Stand: Endstand         |      |     |      |

| N | Nicht Antritt |

### Gruppe 2

#### Tabelle
| Pl.             | Verein                                            | Sp. | S | U | N | Tore    | Diff. | Punkte |
| --------------- | ------------------------------------------------- | --- | - | - | - | ------- | ----- | ------ |
| 1.              | Beton Boys München (Meister Regionalliga Süd)     | 4   | 4 | 0 | 0 | 019:600 | +13   | 12     |
| 2.              | FC Carl Zeiss Jena (Meister Regionalliga Nordost) | 4   | 1 | 0 | 3 | 018:210 | −3    | 03     |
| 3.              | Wakka Eagles (Meister Regionalliga Nord)          | 4   | 1 | 0 | 3 | 011:210 | −10   | 03     |
| Stand: Endstand |                                                   |     |   |   |   |         |       |        |

#### Kreuztabelle
| Gruppe 2           | MUC | JEN | Wakka Eagles Futsal |
| ------------------ | --- | --- | ------------------- |
| Beton Boys München |     | 6:2 | 5:0N                |
| FC Carl Zeiss Jena | 3:5 |     | 8:3                 |
| Wakka Eagles       | 1:3 | 7:5 |                     |
| Stand: Endstand    |     |     |                     |

| N | Nicht Antritt |